# Miskawayh
Abu-Alí Àhmad ibn Muhàmmad ibn Yaqub (àrab: أبو علي أحمد بن يعقوب, Abū ʿAlī Aḥmad ibn Yaʿqūb), més conegut com a Miskawayh (àrab: مسكويه, Miskawayh) o, erròniament, Ibn Miskawayh (Rayy, 932 - Ispahan, 1030), va ser un filòsof i historiador musulmà persa en llengua àrab. Destaca per compilar la història de la seva època i pels seus escrits sobre ètica, on distingia l'esfera pública de la personal, que ha d'estar lligada per la raó que allibera l'ésser humà de la natura o instint.